# Dorosłem do rapu
Dorosłem do rapu - czwarty studyjny album polskiego rapera o pseudonimie artystycznym Onar. Pierwotnie kompozycja miała ukazać się 14 listopada, w poniedziałek, jednak z powodu problemów z tłocznią, został wydany 18 listopada 2011 roku. Wydawcą jest wytwórnia Step Records. Za produkcję muzyczną odpowiadają Złote Twarze, Qciek, Donde, Tasty Beatz, Bitny, JH, Świr, Radonis. Płyta promowana była trzema singlami: "Ja, moje życie i mój mic" do którego powstał teledysk i "Kilka ostatnich kroków" oraz tytułowym utworem do którego również powstał klip.
Kompozycja zadebiutowała na 34. miejscu notowania OLiS.

## Lista utworów
Opracowano na podstawie źródła.
| Nr | Tytuł                                                  | Producent    | Czas |
| -- | ------------------------------------------------------ | ------------ | ---- |
| 1  | "Od początku"                                          | Qciek        | 3:33 |
| 2  | "Dorosłem do rapu"                                     | SoDrumatic   | 3:38 |
| 3  | "Sukces rodzi wrogów"                                  | Donde        | 3:12 |
| 4  | "Otwieram okno" (gościnnie: Cleo)                      | Złote Twarze | 3:41 |
| 5  | "Hip-hop" (gościnnie: Hudy HZD, Kosi)                  | Świr         | 5:05 |
| 6  | "Apetyt" (gościnnie: Cleo)                             | Złote Twarze | 3:15 |
| 7  | "Kilka ostatnich kroków"                               | JH           | 3:16 |
| 8  | "Ja, moje życie i mój mic"                             | Złote Twarze | 2:55 |
| 9  | "Powrót do treści" (gościnnie: Miuosh, PIH)            | Złote Twarze | 4:19 |
| 10 | "Ja bym oszalał"                                       | Złote Twarze | 3:11 |
| 11 | "Idź przed siebie"                                     | Tasty Beats  | 3:16 |
| 12 | "Farbowane lisy"                                       | Radonis      | 3:04 |
| 13 | "Kiedy opadnie konfetti" (gościnnie: Młody M, Pyskaty) | Qciek        | 4:40 |